# 케닝그
케닝그(고대 노르드어: kenning [cʰɛnːiŋɡ], 아이슬란드어: kenning 케닝크[cʰɛnːiŋk])은 고대 노르드어, 아이슬란드어, 앵글로색슨어 시문학에서 자주 나오는 완곡어법의 일종이다. 케닝그는 고대 노르드어-아이슬란드어와 고대 영어의 시와 큰 관련이 있다. 이것들은 밀접한 관련이 있는 헤이티(heiti)와 함께 수세기에 걸쳐 아이슬란드 시의 한 특징으로 계속되어왔다.

## 같이 보기
- 케닝그 목록
- 마쿠라코토바
- 환유
- 제유